# Byggherrarna
Byggherrarna är en förening och intresseorganisation för byggherrar i Sverige. 
Föreningen har omkring 130 medlemmar. Byggherrarnas kontor ligger i Klarahuset på Drottninggatan i Stockholm. Byggherrarnas mål är stärka byggherrerollen och arbeta med utveckling och utbildning. Byggherrarna är engagerade i flera organisationer inom samhällsbyggnadssektorn samt driver utvecklingsprojekt. Föreningen Byggherrarna bildades 1964.